# Логинов, Вадим Андреевич
Вади́м Андре́евич Ло́гинов (25 января 1999, Нижнекамск, Россия) — российский футболист, защитник.

## Биография
Воспитанник академии московского «Локомотива». Выступал за молодежный состав «железнодорожников». Зимой 2019 года привлекался на сборы с основным составом клуба. Провел за него один матч в рамках товарищеского предсезонного турнира Кубок «Матч Премьер» против «Зенита» (3:1).
После ухода из «Локомотива» выступал за столичные клубы «Строгино» и «Красава». За последнюю команду дебютировал после тяжелой травмы: после нее Логинов восстанавливался полгода. В январе 2022 года стало известно, что игрок покинул «Красаву». 
Весной 2022 года заключил контракт с командой киргизской Премьер-Лиги «Каганат». 25 апреля дебютировал в чемпионате в матче против «Илбирса» (0:0), проведя на поле 59 минут. Сыграл за команду 20 игр в чемпионате и кубке Кыргызстана, в которых отдал 1 голевую передачу.
В 2023 году присоединился к медиафутбольной команде 2DROTS.